# The Measure of a Man (1916)
The Measure of a Man é um filme mudo norte-americano de 1916, do gênero drama, dirigido por Jack Conway e estrelado por J. Warren Kerrigan.

## Elenco
- J. Warren Kerrigan - John Fairmeadow
- Louise Lovely - Pattie Batch
- Katherine Campbell - Jenny Hendy